# Киджи, Флавио (1631—1693)
Фла́вио Ки́джи (итал. Flavio Chigi; 10 мая 1631, Сиена, Великое герцогство Тосканское — 13 сентября 1693, Рим, Папская область) — папский куриальный кардинал, доктор обоих прав. Апостольский легат в Авиньоне с 23 апреля 1657 по 30 января 1668. Префект Конгрегации вод с 23 апреля 1657 по 1 января 1670. Библиотекарь Святой Римской Церкви и архивариус Святой Римской Церкви с 21 июня 1659 по 19 сентября 1681. Префект Верховного трибунала апостольской сигнатуры с 28 июля 1661 по 20 декабря 1667. Префект Конгрегации границ с 29 ноября 1661 по 13 сентября 1693. Архипресвитер Латеранской базилики с 4 сентября 1666 по 13 сентября 1693. Камерленго Священной коллегии кардиналов с 16 января 1673 по 15 января 1674. Вице-декан Священной Коллегии кардиналов с 19 октября 1689 по 13 сентября 1693. Кардинал-священник с 9 апреля 1657,  с титулом церкви Санта-Мария-дель-Пополо с 23 апреля 1657 по 18 марта 1686. Кардинал-епископ Альбано с 18 марта 1686 по 19 октября 1689. Кардинал-епископ Порто-Санта Руфины с 19 октября 1689 по 13 сентября 1693.

## Семья
Сын Марио ди Фабио из рода Киджи и Берениче делла Чайа, дворянки от Сиены. Племянник папы Александра VII. Дядя кардинала Антонфеличе Зондадари. Кузен кардинала Сигизмондо Киджи. Также кардиналами — членами семьи были Флавио Киджи (младший) и Флавио III Киджи.

## Образование и ранние годы жизни
Изучал философию и право. Получил степень доктора гражданского и канонического права.
Сопровождал своего дядю кардинала Фабио Киджи (будущего папу Александра VII) в Его миссии в Германию Кардинал, по неизвестной причине, приказал ему вернуться в Италию. Он продолжал своё обучение.
Апостольский протонотарий. 3 июня 1656 года, на трехлетний период, назначен губернатором города Фермо. С 1 декабря 1656 года — референдарий Верховного трибунала апостольской сигнатуры. С 28 января 1658 года — губернатор города Тиволи.

## Кардинал
Возведён в кардиналы-священники на консистории 9 апреля 1657 года, получил красную шляпу и титул церкви Санта-Мария-дель-Пополо 23 апреля 1657 года.
В 1660 году художник Джованни Станки по заказу кардинала декорировал его галерею цветочными и фруктовыми натюрмортами.
С 16 апреля 1657 года — руководитель общих дел Святого Престола. С 21 апреля 1657 года префект Конгрегации здравоохранения (лат. Sanitatibus). С 23 апреля 1657 года до 1668 год — папский легат a latere в Авиньоне. С 21 июня 1659 года по 19 сентября 1681 года — библиотекарь Святой Римской Церкви. С 28 июля 1661 года — префект трибунал апостольской сигнатуры. С 29 ноября 1661 года — префект Конгрегации границ Церковного государства. С 1666 года — Архипресвитер Латеранской базилики. Участвовал в конклаве 1667 года, который избрал папу Климента IX. Участвовал в конклаве 1669—1670 годов, который избрал папу Климента X. С 16 января 1673 года по 15 января 1674 года Камерленго Священной коллегии кардиналов. Легат a latere для открытия и закрытия дверей Латеранской базилики в Святой 1675 год. Участвовал в конклаве 1676 года, избравшем Папу Иннокентия XI.

## Кардинал-епископ
С 18 марта 1686 года — кардинал-епископ субурбикарной епархии Альбано. 24 марта 1686 года рукоположен в епископы. Принимал участие в конклаве 1689 года, избравшем Папу Александра VIII.
С 9 октября 1689 года по 13 сентября 1693 года — Вице-декан Священной Коллегии кардиналов. С 19 октября 1689 года — кардинал-епископ субурбикарной епархии Порто-Санта Руфина. Участвовал в конклаве 1691 года, который избрал Папой Иннокентия XII.
Умер 13 сентября 1693 года в Риме. Похоронен в Санта-Мария-дель-Пополо.